# Силицид магния
Силицид магния — бинарное неорганическое соединение магния и кремния с формулой Mg2Si. Тёмно-синие кристаллы. Термически устойчив.

## Получение
- Спекание оксида кремния с магнием в атмосфере водорода (реакция экзотермическая):

{\displaystyle {\mathsf {4Mg+3SiO_{2}\ {\xrightarrow {800^{o}C}}\ Mg_{2}Si+2MgO\centerdot SiO2}}}

## Физические свойства
Силицид магния образует тёмно-синие кристаллы кубической сингонии, пространственная группа F m3m, параметры ячейки a = 0,6338 нм, Z = 4.

## Химические свойства
- Гидролизуется водой (легче горячей):

{\displaystyle {\mathsf {Mg_{2}Si+4\ H_{2}O\ {\xrightarrow {\ }}\ 2\ Mg(OH)_{2}+SiH_{4}}}}
с незначительной примесью высших силанов.
- Разлагается кислотами, разбавленными:

{\displaystyle {\mathsf {Mg_{2}Si+4\ HCl+2\ H_{2}O\ {\xrightarrow {\ }}\ 2\ MgCl_{2}+SiO_{2}+4\ H_{2}\uparrow }}}
- и концентрированными:

{\displaystyle {\mathsf {Mg_{2}Si\ {\xrightarrow[{-Mg_{3}(PO_{4})_{2}}]{H_{3}PO_{4},50^{o}C}}\ {\begin{matrix}{\mathsf {SiH_{4}}}\\{\mathsf {Si_{n}H_{2n+2}}}\end{matrix}}}}}
- Взаимодействует с хлористым водородом в эфире:

{\displaystyle {\mathsf {2\ Mg_{2}Si+8\ HCl\ {\xrightarrow {\ }}\ 4\ MgCl_{2}+Si+2\ H_{2}\uparrow +SiH_{4}\uparrow }}}
- и с хлором в тетрахлорметане:

{\displaystyle {\mathsf {Mg_{2}Si+2\ Cl_{2}\ {\xrightarrow {40^{o}C}}\ 2\ MgCl_{2}+Si}}}

## Применение
- Используется как промежуточный продукт при получении силана.